# Смугаста котингіта
Смугаста котингіта (Laniisoma) — рід горобцеподібних птахів родини бекардових (Tityridae). Включає два види.

## Систематика
Традиційно рід Laniisoma відносили до родини котингових (Cotingidae). У 2007 році, на основі молекулярного філогенезу, віднесли до бекардових.

## Поширення
Представники роду мешкають під пологом лісів тропічної частини Південної Америки.

## Види
- Котингіта андійська (Laniisoma buckleyi)
- Котингіта смугаста (Laniisoma elegans)